# Journées cinématographiques de Carthage 2018
Les Journées cinématographiques de Carthage 2018, 29e édition du festival, se déroulent du 3 au 10 novembre 2018.

## Déroulement et faits marquants
Près de 800 films sont présentés, le jury ayant sélectionné 206 films qui représentent un total de 47 pays.
L'Irak, le Sénégal, le Brésil et l'Inde sont les invités d'honneur de la section « Focus ».
Le palmarès est dévoilé le 10 novembre 2018 : le Tanit d'or est décerné à Fatwa de Mahmoud Ben Mahmoud, le Tanit d'argent au film Yomeddine de Abu Bakr Shawky et le Tanit de bronze à Le Voyage inachevé de Joud Saïd. Les prix d'interprétation sont remis à Samantha Mugatsia pour son rôle dans Rafiki et Ahmed Hafiane pour son rôle dans Fatwa.

## Jury
- Deborah Young, critique
- Licínio Azevedo, réalisateur
- Diamand Bou Abboud (en), actrice
- Ridha Béhi, réalisateur
- Maimouna N'Diaye, actrice et réalisatrice
- Mai Masri, réalisatrice
- Beti Ellerson (en), réalisatrice et activiste

## Sélection

### Compétition
- Fatwa de Mahmoud Ben Mahmoud ( Tunisie)
- Laaziza de Mohcine Besri (en) ( Maroc)
- Maki'la de Machérie Ekwa Bahango ( République démocratique du Congo)
- La Miséricorde de la jungle de Joël Karekezi ( Rwanda)
- Mon cher enfant de Mohamed Ben Attia ( Tunisie)
- Regarde-moi de Nejib Belkadhi ( Tunisie)
- Sofia de Meryem Benm'Barek ( Maroc)
- Supa Modo (en) de Likarion Wainaina (en) ( Kenya)
- Vent divin de Merzak Allouache ( Algérie)
- Le Voyage inachevé de Joud Saïd ( Syrie)
- Yara de Abbas Fahdel ( Irak)
- Yomeddine de Abu Bakr Shawky ( Égypte)
- Rafiki de Wanuri Kahiu ( Kenya)

### Hors compétition
- Heaven Without People (en) de Lucien Bourjeily (en) ( Liban)
- Les voix du désert de Daoud Aoulad-Syad ( Maroc)
- Jusqu'à la fin des temps de Yasmine Chouikh ( Algérie)
- Une saison en France de Mahamat Saleh Haroun ( Tchad) ( France)
- Girl of the Moon de Hiba Dhaouadi ( Tunisie)
- Mafak de Bassam Jarbawi ( Palestine)

### Séances spéciales
- Dachra d'Abdelhamid Bouchnak ( Tunisie)
- Morine de Tony Farjallah ( Liban)
- Le Pardon de Najwa Limam Slama ( Tunisie)
- Les Sept Remparts de la citadelle d'Ahmed Rachedi ( Algérie)

## Palmarès
- Tanit d'or : Fatwa de Mahmoud Ben Mahmoud
- Tanit d'argent : Yomeddine de Abu Bakr Shawky
- Tanit de bronze : Le Voyage inachevé de Joud Saïd
- Prix de la meilleure image : Le Voyage inachevé de Joud Saïd
- Prix du meilleur scénario : Supa Modo (en) de Likarion Wainaina (en)
- Prix d'interprétation dans un rôle féminin : Samantha Mugotsia dans Rafiki
- Prix d'interprétation dans un rôle masculin : Ahmed Hafiane dans Fatwa
- Mention spéciale : Sofia de Meryem Benm'Barek et Maki'la de Machérie Ekwa Bahango
- Prix du public : Le Voyage inachevé de Joud Saïd